# فيافيليتشي
بلدية فيافيليتشي (بالإسبانية: Villafeliche) هي بلدية تقع في مقاطعة سرقسطة التابعة لمنطقة أراغون شمال شرق إسبانيا.

## الديموغرافيا
بلغ عدد سكان بلدية فيافيليتشي 225 نسمة عام 2011 (وفقاً للمعهد الوطني الإسباني للإحصاء).
| 241 | 235 | 243 | 220 | 199 | 185 | 225 |

## توأمة
لفيافيليتشي اتفاقيات توأمة مع:
- الاتحاد السوفيتي